# 民主影剧院
民主影剧院，建于1890年，位于天津市河北区建国道121号，天津市文物保护单位，清末民国时期京津地区红极一时的剧场，德云社天津分社所在地，历名天仙茶园、东天仙茶园、东天仙戏院、东方大戏院、天宝戏院、民族戏院、民主剧场。

## 历史
始建于1890年，命名为天仙茶园，原为简陋戏棚。1909年改建为砖木结构，后台总管张春荣将名称变更为东天仙茶园（亦称东天仙舞台），坚持只要有一位观众，也要原戏、原角、演全、演好，绝不回戏，此时茶园云集了吕月樵、麒麟童、林树森、杨小楼、高福安、薛凤池、何达子、小香水、金刚钻、冯黑灯等京剧、梆子名角。1915年，梅兰芳首次在天津献艺，就在东天仙茶园，与荣蝶仙合演《樊江关》，与王凤卿合演《御碑亭》。1916年9月3日，梅兰芳在此表演了由齐如山、李释戡专为其编写的时装新戏《一缕麻》。1919年，李庆发、李庆永兄弟二人接手后重修并更名为东天仙戏院，同时创建了兼学京剧、梆子的科班，走出名角周啸天、梁慧超等。1925年，孟小冬在此进行天津的首演便一炮而红。1931年，由评报社长刘霁岚出面集资，翻建成两层建筑，并于次年开业，称东方大戏院。1937年，赵兰亭接手并改名为天宝戏院，仍以京剧、评剧、梆子为主要演出节目。1947年，经理为赵绍亭，场内有1300个座位。1949年，天津市文化行政部门接收戏院，之后改名为民族戏院。1951年天津市文艺工会接管戏院。1953年5月改名民主剧场。1966年4月1日，剧场的广告刊物《民主》创刊，主要刊登民主剧场的演出安排，从刊物上可看出当时上演包括京剧、相声、评剧、梆子、京东大鼓、快板书等各种曲艺项目。改革开放以后，变成歌舞厅。1991年，改为影剧院并更为现名。2013年4月7日，被公布为河北区文物保护单位。2020年5月16日，被公布为天津市文物保护单位。2021年5月1日，德云社天津分社在此开业。